# Фінгер (озера)
Фінгер (англ. Finger Lakes) — група озер на заході штату Нью-Йорк (США).
Озера розташовані на південь від озера Онтаріо, на схід від річки Дженесі. До групи зазвичай включаються 11 прісноводних озер, що мають вузьку подовжену форму, витягнутих переважно з півночі на південь (звідси і назва — «Озера-Пальці»). Рідше включають і 12-е маленьке озеро Казеновія. Ширше озеро Онейда, яке знаходиться на сході регіону, називають «Великим Пальцем» (англ. Thumb).
Озера мають льодовикове походження від танення Лаврентійського щита й дуже глибокі. Глибина озера Сенека при ширині менше 5 км складає 188 м, що майже в три рази більше, ніж глибина Великого озера Ері.
Місцевість біля озер Фінгер має особливий мікроклімат, тут розташована більшість виноградників штату. Також озера популярні у жителів штату як місце відпочинку. На озерах розташовані човнові клуби, проводяться змагання з веслування.
Регіон Фінгер-Лейкс також відомий доісторичними кам'яними спорудами Блафф-Поїнт.

## Озера
Озера мають переважно індіанські назви.
Зі сходу на захід:
- Отіско (Otisco Lake)
- Сканеатлес (Skaneateles Lake)
- Оваско (Owasco Lake)
- Каюга (Cayuga Lake)
- Сенека (Seneca Lake) — найбільше і найглибше з озер Фінгер.
- Кеюка (Keuka Lake)
- Канандейгуа (Canandaigua Lake)
- Гонеоє (Honeoye Lake)
- Канадайс (Canadice Lake)
- Гемлок (Hemlock Lake)
- Конесус (Conesus Lake)

У східній частині регіону розташовані озера Онейда і Казеновія, які не завжди включаються до групи Фінгер.

## Галерея

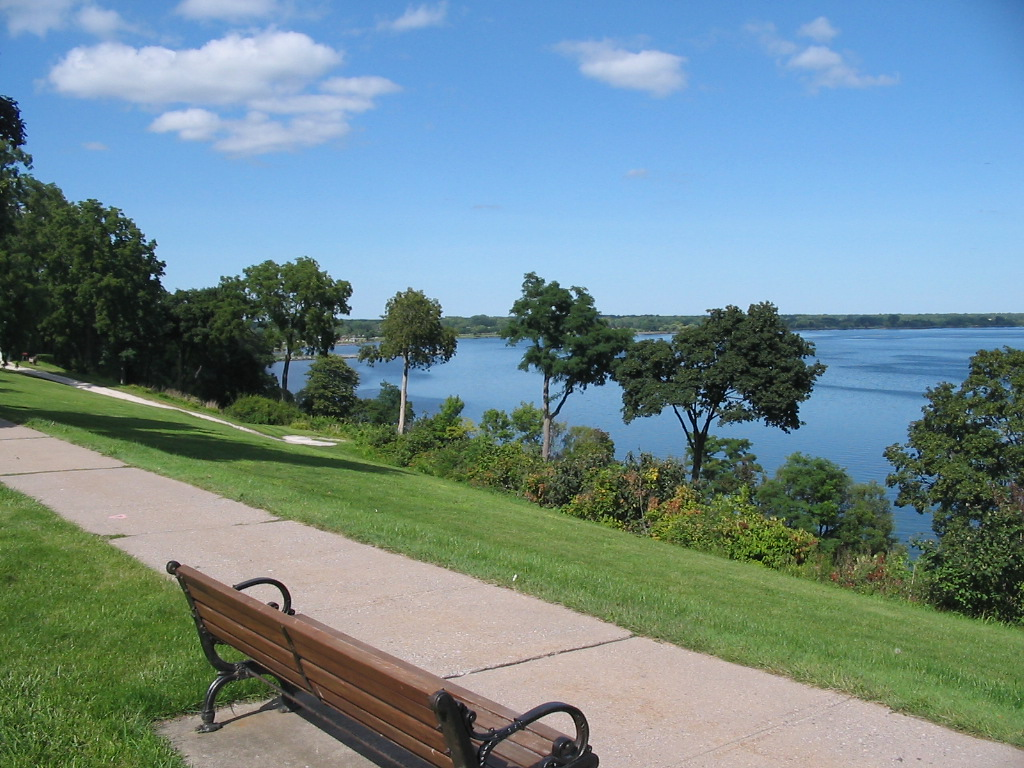
Сенека
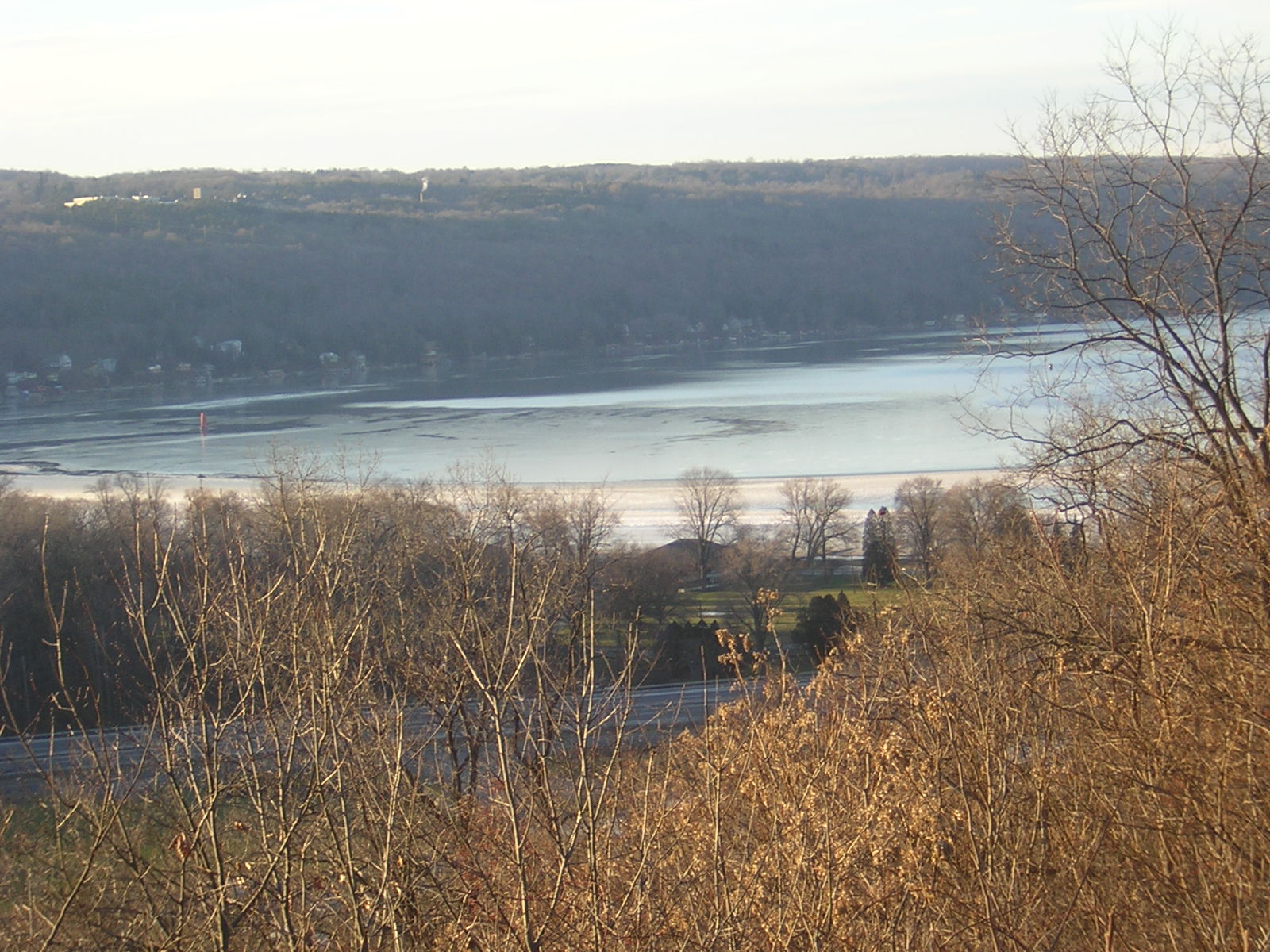
Каюга
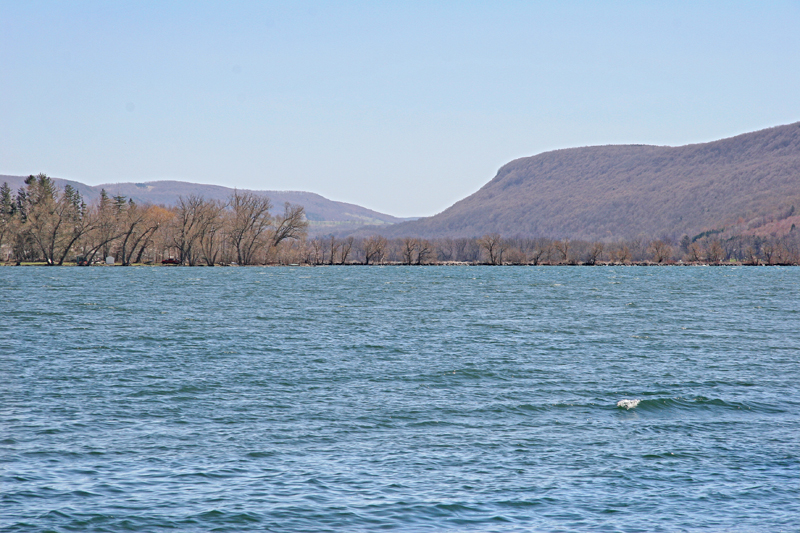
Отіско
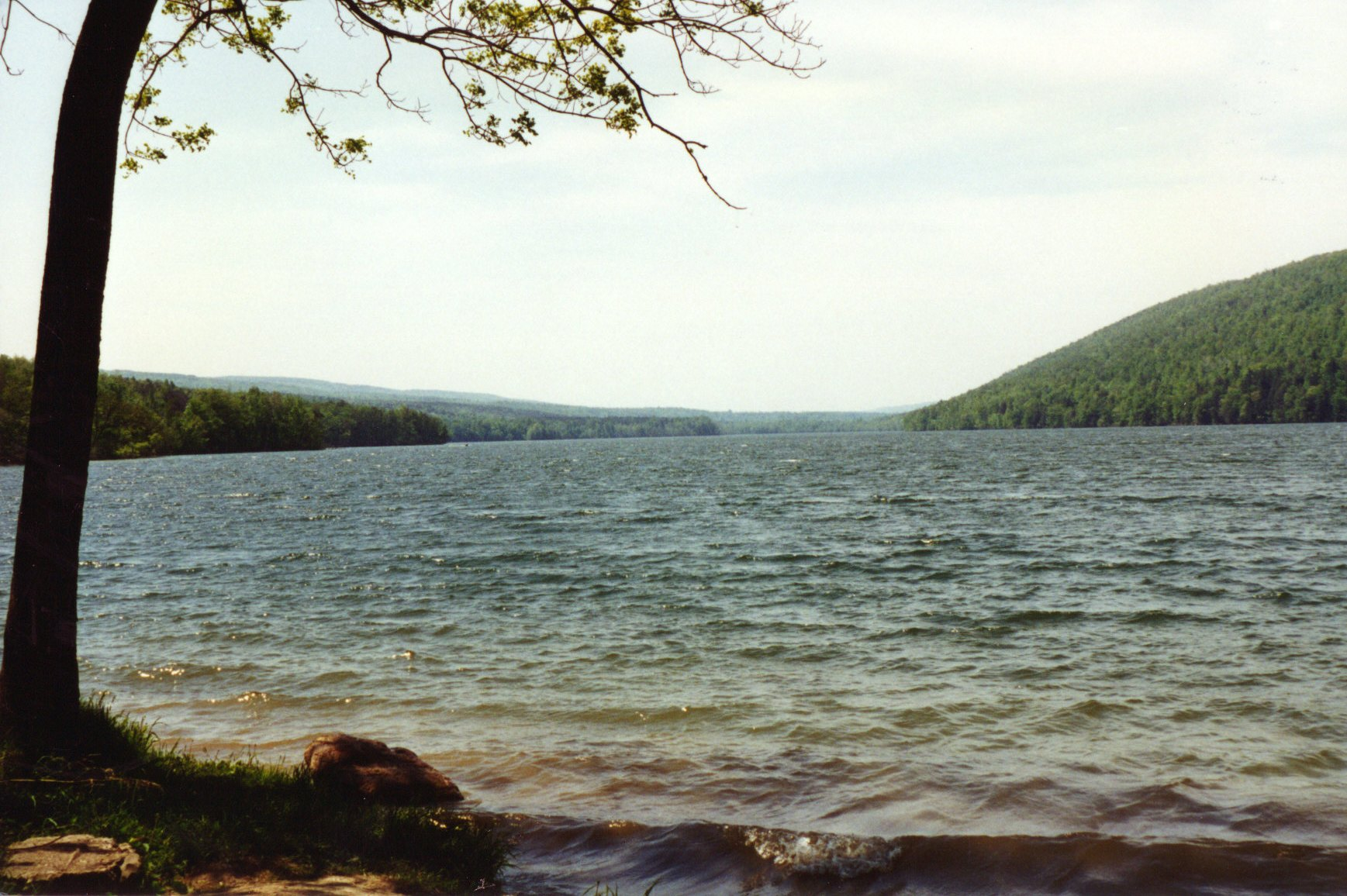
Канадайс